# Moona Korkealaakso
Moona Korkealaakso (* 17. Januar 2002 in Lappeenranta) ist eine finnische Leichtathletin, die im Langstrecken und Hindernislauf an den Start geht. 

## Sportliche Laufbahn
Erste Erfahrungen bei internationalen Meisterschaften sammelte Moona Korkealaakso im Jahr 2018, als sie bei den U18-Europameisterschaften in Győr in 10:00,62 min den 14. Platz im 3000-Meter-Lauf belegte. Im Jahr darauf gelangte sie beim Europäischen Olympischen Jugendfestival (EYOF) in Baku nach 9:50,07 min auf Rang vier und 2021 wurde sie bei den U20-Europameisterschaften in Tallinn in 10:12,84 min Vierte über 3000 m Hindernis.
2019 wurde Korkealaakso finnische Meisterin im 5000-Meter-Lauf.

## Persönliche Bestleistungen
- 3000 Meter: 9:35,95 min, 15. August 2021 in Turku
  - 3000 Meter (Halle): 9:41,57 min, 2. Februar 2019 in Jyväskylä
- 5000 Meter: 16:43,52 min, 4. August 2019 in Lappeenranta
- 3000 m Hindernis: 10:11,68 min, 4. September 2021 in Stockholm